# II. Sápúr szászánida király
II. Sápúr (310 márciusa – 379) II. Hurmuz (ur.: 302-310) fia, a Szászánida Birodalom királya 310-379 között.
II. Hurmuz 310-ben bekövetkezett halálával megkezdődött az arabok sorozatos támadása dél felől, jó néhány várost megtámadtak a birodalom déli részében, sőt betörtek Fársz tartományba is, mely a szászánida dinasztia bölcsője volt. Eközben a perzsa nemesek megölték II. Hurmuz legidősebb fiát, megvakíttatták második fiát, és bebörtönözték a harmadikat (aki később római területre szökött). A trón így II. Hurmuz egyik özvegyének még meg sem született fiára szállt. A legenda szerint egy mágustól tudakolták meg a születendő gyerek nemét
Egyesek szerint II. Sápúr a történelem egyetlen királya, akit még születése előtt megkoronáztak. Valójában a koronát anyja hasára tették, és így a fiú már királyként született. Fiatalkorában a birodalmat anyja és a nemesek kormányozták. A birodalom fővárosában, Ktésziphónban nevelkedett. Al-Tabari szerint fiatalkorában nagy zajra ébredt az egyik éjszaka, és mikor kiderült, hogy a Tigrisen átkelőket hallja, egy híd építtetésébe kezdett. Ekkor a nemesség és a papság irányította az országot, amit egyre több támadás ért: elvesztették Mezopotámiát, több keleti és nyugati területet, és rövid időre a főváros is idegen kézre került.
Mikor 325-ben, 16 évesen II. Sápúr felnőtt korú lett, átvette a hatalmat, és hamar megmutatta uralkodói képességeit. Először kicsiny, de fegyelmezett seregét az arabok ellen vezette, akik ellen vízi erőket is bevetett a siker érdekében. Gyors hadjáratban legyőzte őket, nagy mészárlást rendezve, és a környék össze kútját eltömíttette. A területen ezt követően erődrendszer építésébe fogott. A legyőzött araboknak átfúratta a vállait, és azokon keresztül vezetett kötélen vezette rabságba őket (más változat szerint levágatta a lapockáikat), amiért megkapta a „lapockák ura” megnevezést. Ezután megkezdte a háborút nyugaton a rómaiak ellen, ahol aratott pár kezdeti sikert, például elfoglalta Amidát.
Singara ostroma után azonban fel kellett függesztenie hódításait, a keleti határon történt nomád támadások miatt. Ezek a támadások veszélyeztették Transzoxániát, mely stratégiailag fontos terület volt, létfontosságú a selyemút ellenőrzéséhez. Emellett II. Sápúr erői elégtelenek voltak a meghódított nyugati területek megtartásához. Ezen okok miatt tehát Sápúr békeszerződést kötött II. Constantiussal, melyben mindkét fél ígéretet tett arra, hogy nem támad a másik területére egy bizonyos ideig.
Ezután Sápúr Transzoxániába ment, hogy megütközzön a nomádokkal. Elsöprő győzelmet aratott a közép-ázsiai nomádok felett, és a tőlük elhódított területet új provinciaként a Birodalomba annektálta. Győzelme után folytatta a kulturális expanziót, és a szászánida művészet megjelent Turkesztánban, sőt elért egészen Kínáig is. II. Sápúr a nomád király, Grumbates támogatásával új hadjáratba kezdett a rómaiak ellen 359-ben. Ezúttal teljes fegyveres erejével és a nomádok segítségével fényes győzelmet aratott, mely során öt római provincia került perzsa kézbe. Ez az öt provincia meg is maradt perzsának, mert Flavius Iulianus római császár 363-as hadjárata során bár nagy győzelmeket aratott, életét vesztette, utódja Flavius Claudius Iovianus római császárral 30 éves békét kötött, amely biztosította a 359-es határokat számára.
II. Sápúr szigorú valláspolitikát folytatott. Uralkodása idején vált teljessé az Aveszta, a zoroasztrizmus szent könyve. Büntette az eretnekséget, és újból üldözni kezdte a keresztényeket. A keresztényüldözés válasz volt a I. Constantinus által végbevitt római krisztianizációra. II. Sápúr éppúgy, mint I. Sápúr barátságos viszonyban volt a zsidókkal, akik viszonylagos szabadságban éltek, és számos előnyt élveztek ebben az időszakban. II. Sápúr halálakor a Szászánida Birodalom erősebb volt, mint előtte bármikor, keleti ellenségeit lebékítette, és Arméniát perzsa ellenőrzés alá vonta.

## Fordítás
- Ez a szócikk részben vagy egészben  az   Imperio Sasánida című spanyol Wikipédia-szócikk fordításán alapul.  Az eredeti cikk szerkesztőit annak laptörténete sorolja fel. Ez a jelzés csupán a megfogalmazás eredetét és a szerzői jogokat jelzi, nem szolgál a cikkben szereplő információk forrásmegjelöléseként.

| Előző uralkodó: II. Hurmuz | Szászánida király 310 – 379 | Következő uralkodó: II. Ardasír |